# Liên đoàn Khúc côn cầu trên băng Quốc tế
Liên đoàn Khúc côn cầu trên băng Quốc tế (tiếng Anh: International Ice Hockey Federation, viết tắt: IIHF; tiếng Pháp: Fédération internationale de hockey sur glace; tiếng Đức: Internationale Eishockey-Föderation) là cơ quan quản lý toàn cầu về khúc côn cầu trên băng và khúc côn cầu in-line. Tổ chức này có trụ sở tại Zurich, Thụy Sĩ và có 81 thành viên. Nó duy trì Xếp hạng Thế giới IIHF dựa trên các giải đấu khúc côn cầu trên băng quốc tế. Các quy tắc chơi của các sự kiện IIHF khác với khúc côn cầu ở Bắc Mỹ và các quy tắc của Liên đoàn Khúc côn cầu Quốc gia (NHL). Các quyết định của IIHF có thể được kháng cáo thông qua Tòa án Trọng tài Thể thao ở Lausanne, Thụy Sĩ. IIHF duy trì hội trường nổi tiếng của riêng mình đối với môn khúc côn cầu trên băng quốc tế. IIHF Hall of Fame được thành lập vào năm 1997, và đã nằm trong Đại sảnh Danh vọng Khúc côn cầu từ năm 1998.

## Chủ tịch

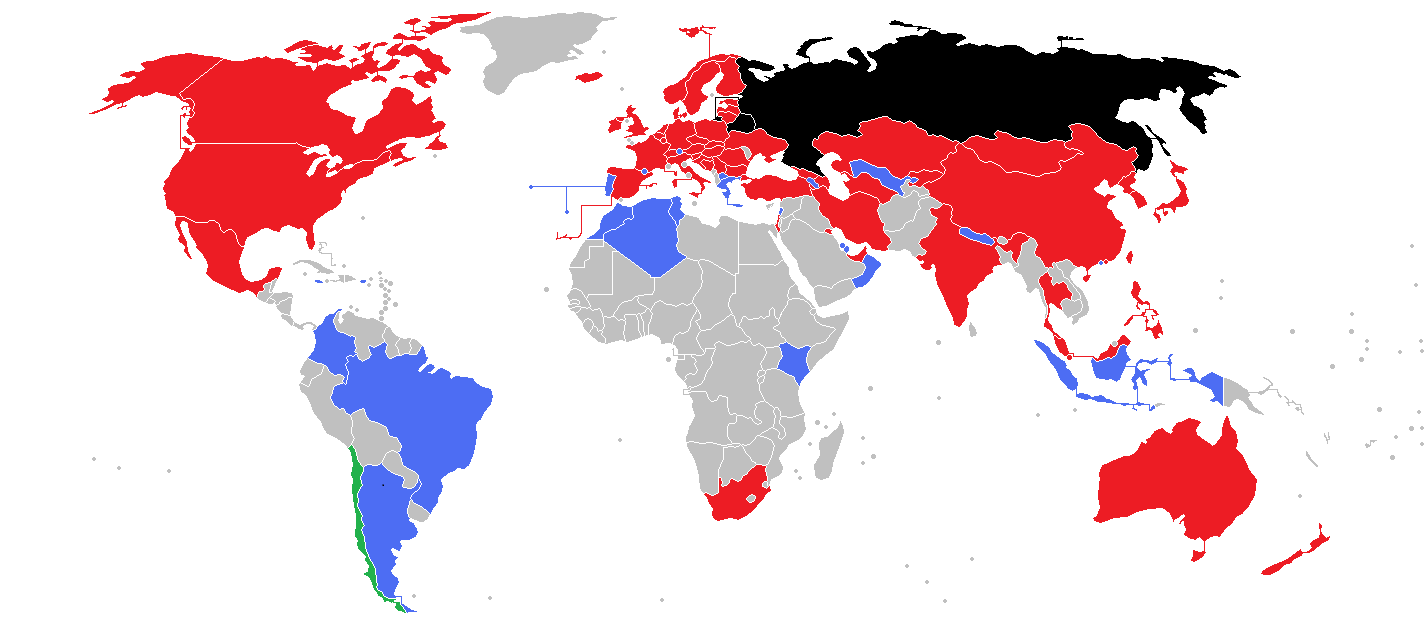
Bản đồ thế giới với các thành viên hiện tại của IIHF. (Màu đỏ biểu thị thành viên đầy đủ, màu xanh lam biểu thị thành viên liên kết và màu xanh lục biểu thị thành viên liên kết.)

| Tên                  | Năm       |
| -------------------- | --------- |
| Louis Magnus         | 1908–1912 |
| Henri van den Bulcke | 1912–1914 |
| Louis Magnus         | 1914      |
| Peter Patton         | 1914      |
| Henri van den Bulcke | 1914–1920 |
| Max Sillig           | 1920–1922 |
| Paul Loicq           | 1922–1947 |
| Fritz Kraatz         | 1947–1948 |
| W. G. Hardy          | 1948–1951 |
| Fritz Kraatz         | 1951–1954 |
| Walter A. Brown      | 1954–1957 |
| Bunny Ahearne        | 1957–1960 |
| Robert Lebel         | 1960–1963 |
| Bunny Ahearne        | 1963–1966 |
| William Thayer Tutt  | 1966–1969 |
| Bunny Ahearne        | 1969–1975 |
| Günther Sabetzki     | 1975–1994 |
| René Fasel           | 1994–nay  |